# Jaan Kirsipuu

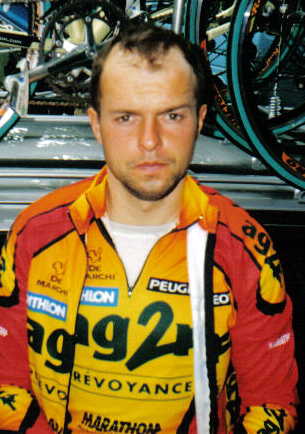
Jaan Kirsipuu

Jaan Kirsipuu (* 17. Juli 1969 in Tartu, Estnische SSR) ist ein ehemaliger estnischer Radrennfahrer.

## Karriere
Jaan Kirsipuu kam 1992 als Stagiaire zur französischen Mannschaft Chazal von Vincent Lavenu und wurde 1993 Profi. Von 1993 bis 2004 stand Kirsipuu bei der Mannschaft unter Vertrag, die 1996 in Petit Casino, 1997 in Casino-ag2r Prévoyance und 2000 in ag2r Prévoyance umbenannt wurde. Von 2005 bis 2006 fuhr er für die französische Mannschaft Crédit Agricole. Kirsipuu galt als Sprinter.
Bei der Tour de France konnte Kirsipuu 1999, 2001, 2002 und 2004 jeweils eine Etappe für sich entscheiden. Außerdem trug er bei der Tour de France 1999 für sechs Tage das Gelbe Trikot. Er trug das Gelbe Trikot als erster Este überhaupt. Für einige Tage trug er auch das Grüne Trikot. Bei zwölf Tour-Teilnahmen erreichte Kirsipuu allerdings nie das Ziel in Paris. 1998 gewann Kirsipuu eine Etappe bei der Vuelta a España.
Daneben erzielte Kirsipuu seine Siege vor allem bei Rennen in Frankreich.  1999 und 2003 gewann er die Coupe de France de cyclisme sur route. Zwischen 1987 und 2009 erzielte er 26 estnische Meistertitel, davon sechs im Straßenrennen und neun im Einzelzeitfahren. 1996, 2000 und 2004 nahm er an den Olympischen Sommerspielen im Straßenrennen teil.
Am Ende der Saison 2006 beendete Kirsipuu seine Karriere vorläufig bei dem Klassiker Paris–Tours. Bis zu diesem Zeitpunkt hatte er in seiner Karriere über 130 Profisiege eingefahren. Auch nach dem vorläufigen Ende seiner Profikarriere startete Kirsipuu weiterhin bei nationalen Rennen in Estland. Im Jahr 2009 gab Kirsipuu sein Comeback im internationalen Radsport. Im selben Jahr holte er sieben weitere Siege auf vier verschiedenen Kontinenten. Von 2010 bis 2012 ging Kirsipuu für das Team Champion System an den Start. Ende der Saison 2012 beendete er seine Karriere als Berufsradfahrer erneut.
Von 2013 bis 2014 war Kirsipuu Sportlicher Leiter beim Astana Pro Team. Anschließend wurde er Cheftrainer der estnischen Rad-Nationalmannschaft. Sein älterer Bruder Thomas Kirsipuu war ebenfalls Radrennfahrer.

## Erfolge

### Straße
| 1987 - Estnischer Meister – Paarzeitfahren - Estnischer Meister – Mannschaftszeitfahren 1988 - Estnischer Meister – Straßenrennen 1989 - eine Etappe Tour du Hainaut occidental 1990 - eine Etappe Schweden-Rundfahrt - Prix des Flandres Françaises 1992 - Tro Bro Leon - eine Etappe Grand-Prix François Faber - zwei Etappen Cinturón Ciclista Internacional a Mallorca - Paris-Mantes-en-Yvelines - eine Etappe Paris–Bourges 1993 - Grand Prix d’Isbergues - eine Etappe Vier Tage von Dünkirchen - drei Etappen Quatre jours de l'Aisne - eine Etappe Tour de l’Avenir 1994 - zwei Etappen Quatre jours de l'Aisne - eine Etappe Tour d’Armorique - eine Etappe Tour du Poitou-Charentes 1995 - eine Etappe Quatre jours de l'Aisne - zwei Etappen Tour du Poitou-Charentes 1996 - GP du Nord-Pas-de-Calais 1997 - Grand Prix Cholet-Pays de la Loire - zwei Etappen Polen-Rundfahrt - Vendée International Classic - Paris-Mantes-en-Yvelines - eine Etappe Luxemburg-Rundfahrt - zwei Etappen Tour du Poitou-Charentes - eine Etappe Giro di Puglia 1998 - Grand Prix Cholet-Pays de la Loire - Grand Prix de Denain - eine Etappe Étoile de Bessèges - Route Adélie de Vitré - drei Etappen Circuit Cycliste Sarthe - eine Etappe Vier Tage von Dünkirchen - Grand Prix de Villers-Cotterêts - eine Etappe Route du Sud - Estnischer Meister – Einzelzeitfahren - Estnischer Meister – Straßenrennen - eine Etappe Tour du Poitou-Charentes - eine Etappe Vuelta a España - zwei Etappen Giro di Puglia | 1999 - eine Etappe Schweden-Rundfahrt - Grand Prix Cholet-Pays de la Loire - eine Etappe Polen-Rundfahrt - zwei Etappen Étoile de Bessèges - eine Etappe Mittelmeer-Rundfahrt - eine Etappe Paris–Nizza - Tour de Vendée - zwei Etappen Vier Tage von Dünkirchen - Gesamtwertung und eine Etappe Tour de l'Oise - eine Etappe Luxemburg-Rundfahrt - Estnischer Meister – Einzelzeitfahren - Estnischer Meister – Straßenrennen - eine Etappe Tour de France - eine Etappe Tour du Poitou-Charentes - eine Etappe Giro della Provincia di Lucca 2000 - drei Etappen Polen-Rundfahrt - eine Etappe Setmana Catalana de Ciclisme - eine Etappe Mittelmeer-Rundfahrt - drei Etappen Étoile de Bessèges - Classic Haribo - eine Etappe Paris–Nizza - Tour de Vendée - eine Etappe Vier Tage von Dünkirchen - eine Etappe Dänemark-Rundfahrt 2001 - zwei Etappen Mittelmeer-Rundfahrt - Route Adélie de Vitré - zwei Etappen Circuit Cycliste Sarthe - Grand Prix de Denain - vier Etappen Vier Tage von Dünkirchen - eine Etappe Tour de l'Oise - Tartu Tänavasõit - eine Etappe Luxemburg-Rundfahrt - Estnischer Meister – Einzelzeitfahren - eine Etappe Tour de France - eine Etappe Dänemark-Rundfahrt - eine Etappe Tour du Poitou-Charentes - eine Etappe Polen-Rundfahrt - eine Etappe Giro della Provincia di Lucca 2002 - zwei Etappen Étoile de Bessèges - Classic Haribo - Kuurne–Brüssel–Kuurne - Tartu Tänavasõit - Estnischer Meister – Einzelzeitfahren - Estnischer Meister – Straßenrennen - eine Etappe Tour de France | 2003 - Gran Premio Costa degli Etruschi - eine Etappe Étoile de Bessèges - Classic Haribo - Gesamtwertung und eine Etappe Drei Tage von Westflandern - Tour de Vendée - eine Etappe Vier Tage von Dünkirchen - Tartu Tänavasõit - Estnischer Meister – Einzelzeitfahren - eine Etappe Dänemark-Rundfahrt - eine Etappe Tour du Poitou-Charentes - eine Etappe Paris–Corrèze 2004 - zwei Etappen Étoile de Bessèges - zwei Etappen Drei Tage von Westflandern - Estnischer Meister – Einzelzeitfahren - eine Etappe Tour de France - eine Etappe Tour de Wallonie - eine Etappe Paris–Corrèze 2005 - Estnischer Meister – Einzelzeitfahren - Estnischer Meister – Straßenrennen - eine Etappe Tour du Poitou-Charentes - eine Etappe Polen-Rundfahrt 2006 - zwei Etappen Étoile de Bessèges - Estnischer Meister – Einzelzeitfahren 2007 - Estnischer Meister – Mehrtagesrennen Einzel - Estnischer Meister – Mehrtagesrennen Mannschaft - Estnischer Meister – Einzelzeitfahren 2008 - Estnischer Meister – Mehrtagesrennen Einzel - Estnischer Meister – Mehrtagesrennen Mannschaft - Estnischer Meister – Straßenrennen 2009 - eine Etappe Tour du Cameroun - eine Etappe Tour du Maroc - zwei Etappen FBD Insurance Rás - Estnischer Meister – Mehrtagesrennen Mannschaft - zwei Etappen Tour de Hokkaidō - eine Etappe Herald Sun Tour 2011 - eine Etappe Tour de Korea - Jūrmala Grand Prix |

### Mountainbike
2006
- Estnischer Meister – Marathon

2007
- Estnischer Meister – Marathon

2008
- Estnischer Meister – Marathon

2009
- Estnischer Meister – Marathon

2010
- eine Etappe und Kategorie Masters 2 Crocodile Trophy[6]

## Teams
- 1992–1995 Chazal
- 1996 Petit Casino
- 1997–1999 Casino-ag2r Prévoyance
- 2000–2004 ag2r Prévoyance
- 2005–2006 Crédit Agricole
- 2007–2008 CFC/Ruutmeeter
- 2009 Geofco-Jartazi (bis 31. Mai)
- 2009 LeTua Cycling Team (ab 1. Juni)
- 2010 CKT TMIT-Champion System
- 2011 Champion System
- 2012 Champion System Pro Cycling Team